# Ebony Hoffman
Ebony Vernice Hoffman (Los Angeles, 27 agosto 1982) è un'ex cestista e allenatrice di pallacanestro statunitense, professionista nella WNBA.

## Carriera
Nella stagione 2005-06 gioca nella LegA Basket Femminile nella Pallacanestro Ribera, dove in 28 partite ha una media di 11,4 punti e con la quale si aggiudica la Coppa Italia di Basket Femminile, nella Final Six 2006 di Schio, battendo in finale Faenza 75-72, dove è eletta MVP.
Nel 2008 ha ricevuto il WNBA Most Improved Player Award.
Nell'autunno del 2009 è stata invitata allo stage di allenamento della Nazionale di pallacanestro femminile degli Stati Uniti d'America.

## Palmarès

### Squadra
- Coppa Italia: 1
Banco di Sicilia Ribera: 2006

### Individuale
- WNBA Most Improved Player (2008)